# أنيسة بن عامر
أنيسة بن عامر هي سياسية جزائرية، شغلت منصب وزيرة التشغيل والتكوين المهني في حكومة غزالي الثانية.